# ماراتا (برزیل)
ماراتا (به پرتغالی: Maratá) یک منطقهٔ مسکونی در برزیل است که در ریو گرانده جنوبی واقع شده‌است. ماراتا ۲٬۷۰۲ نفر جمعیت دارد.